# 시동생
《시동생》은 한국에서 제작된 최훈 감독의 1964년 영화이다. 강신성일 등이 주연으로 출연하였고 윤종욱 등이 제작에 참여하였다.

## 출연

### 주연
- 강신성일
- 엄앵란
- 허장강
- 박암

## 기타
- 조명: 이영수
- 미술: 원제래